# Genti Henrik
Genti Henrik (latinul: Henricus Gandavensis), (1217 körül – 1293. június 29.) latin nyelven író középkori francia teológus.
A Párizsi Egyetemen működött 1276-tól 1292-ig, kezdetben a szabad művészetek, később a teológia tanáraként. Nagy tekintélye volt a tudósok körében, és Étienne Tempier tanácsadó közé tartozott annak 1277-es elítélése idején. Quodlibetákat és egy Summa theologicát hagyott maga után, azonban teológiájának nem voltak közvetlen folytatói. Csak a 16. században fedezték fel gondolatait a szervita-szerzetesek, egyben publikálták és kommentárokkal látták el a műveit.

## Bővebb irodalom
- Étienne Gilson: A középkori filozófia története. Budapest: Kairosz Kiadó. 2015.  ISBN 9789636627850 , 456–461. o.